# محمد جواد مولایی
محمد جواد ملایی (زادهٔ ۱۷ مهر ۱۳۷۹؛ نوشهر) بازیکن فوتبال اهل ایران است که در پست وینگر برای باشگاه نساجی مازندران  در لیگ برتر خلیج فارس بازی می‌کند.

## دوران باشگاهی

### نساجی
او اولین بازی خود را برای نساجی مازندران در هفته اول لیگ برتر خلیج فارس مقابل فجر سپاسی انجام داد و به جای مسعود شجاعی به میدان رفت.

## افتخارات
نساجی
- جام حذفی (۱): ۰۱–۱۴۰۰